# ويل لوكوود
ويل لوكوود (بالإنجليزية: Will Lockwood)‏ هو مجدف أسترالي، ولد في 13 مايو 1988 في فيتزوري ‏ في أستراليا.

## وصلات خارجية
- ويل لوكوود على موقع الاتحاد الدولي للتجديف (الإنجليزية)
- ويل لوكوود على موقع أوليمبيديا (الإنجليزية)
- ويل لوكوود على موقع اللجنة الأولمبية الأسترالية (الإنجليزية)